# پل افراکتی
پل افراکتی مربوط به دوره قاجار است و در شهرستان قائم شهر، بخش مرکزی، روستای پایین افراکتی واقع شده و این اثر در تاریخ ۱۷ اسفند ۱۳۸۱ با شمارهٔ ثبت ۷۸۵۴ به‌عنوان یکی از آثار ملی ایران به ثبت رسیده است.